# Жюссак
Жюсса́к (фр. и окс. Jussac) — коммуна во Франции, находится в регионе Овернь. Департамент — Канталь. Административный центр кантона Жюссак. Округ коммуны — Орийак.
Код INSEE коммуны — 15083.
Коммуна расположена приблизительно в 430 км к югу от Парижа, в 105 км юго-западнее Клермон-Феррана, в 8 км к северу от Орийака.

## Население
Население коммуны на 2008 год составляло 1837 человек.
| 1962 | 1968 | 1975 | 1982 | 1990 | 1999 | 2008 |
| ---- | ---- | ---- | ---- | ---- | ---- | ---- |
| 1058 | 1204 | 1685 | 1825 | 1865 | 1779 | 1837 |

## Экономика
В 2007 году среди 1068 человек в трудоспособном возрасте (15—64 лет) 780 были экономически активными, 288 — неактивными (показатель активности — 73,0 %, в 1999 году было 67,0 %). Из 780 активных работали 742 человека (363 мужчины и 379 женщин), безработных было 38 (20 мужчин и 18 женщин). Среди 288 неактивных 73 человека были учениками или студентами, 149 — пенсионерами, 66 были неактивными по другим причинам.

## Фотогалерея
- Церковь
- Карта коммуны